# Нижнеколымский район
Нижнеколы́мский улус (райо́н) (якут. Аллараа Халыма улууһа) — административно-территориальная единица (улус или район) и муниципальное образование (муниципальный район) в Республике Саха (Якутия) Российской Федерации.
Административный центр — посёлок городского типа Черский.

## География
Район расположен на крайнем северо-востоке Якутии, на Колымской низменности, на правом берегу Колымы. С севера омывается водами Восточно-Сибирского моря.
Крупные реки — Колыма, Алазея, Большая Чукочья, Малая Куропаточья. Много озёр, наиболее крупные из них — Нерпичье, Чукочье, Большое Морское, Илиргыткин.

## История
Образован в 1930 году в составе Чукотского НО под названием район Западной тундры (центр — Нижнеколымск). В 1931 году передан в состав Якутской АССР. 10 января 1941 года центр района был перенесён из Нижнеколымска в Нижние Кресты.

## Население
| 1970   | 1979    | 1989    | 1999  | 2002  | 2009  | 2010  | 2011  | 2012  |
| ------ | ------- | ------- | ----- | ----- | ----- | ----- | ----- | ----- |
| 11 442 | ↗11 853 | ↗13 692 | ↘8500 | ↘5932 | ↘4980 | ↘4664 | ↘4646 | ↘4539 |
| 2013   | 2014    | 2015    | 2016  | 2017  | 2018  | 2019  | 2020  | 2021  |
| ↘4455  | ↘4414   | ↗4426   | ↘4386 | ↘4366 | ↘4290 | →4290 | ↘4260 | ↘4214 |
| 2022   | 2023    |         |       |       |       |       |       |       |
| ↘4192  | ↗4211   |         |       |       |       |       |       |       |

### Урбанизация
В городских условиях (пгт Черский) проживают 62,72 % населения района.

### Национальный состав
В населении преобладают русские, в том числе походчане, а также якуты, чукчи и юкагиры.

## Муниципально-территориальное устройство
Нижнеколымский район (улус), в рамках организации местного самоуправления, включает 4 муниципальных образования, в том числе 1 городское поселение и 3 сельских поселения (наслега):
| № | Муниципальное образование                  | Административный центр | Количество населённых пунктов | Население (чел.) | Площадь (км²) |
| - | ------------------------------------------ | ---------------------- | ----------------------------- | ---------------- | ------------- |
| 1 | посёлок Черский                            | пгт Черский            | 2                             | ↗2641            | 92,00         |
| 2 | Олёринский наслег (Олёринский Суктул)      | село Андрюшкино        | 1                             | ↗741             | 32 382,87     |
| 3 | Походский наслег                           | село Походск           | 9                             | ↘263             | 21 624,16     |
| 4 | Халарчинский чукотский национальный наслег | село Колымское         | 1                             | ↗765             | 33 018,51     |

### Населённые пункты
В Нижнеколымском районе 13 населённых пунктов.
| №  | Населённый пункт | Тип  | Население | Муниципальное образование                  |
| -- | ---------------- | ---- | --------- | ------------------------------------------ |
| 1  | Амбарчик         | село | ↘0        | Походский наслег                           |
| 2  | Андрюшкино       | село | ↗741      | Олёринский наслег (Олёринский Суктул)      |
| 3  | Две виски        | село | →0        | Походский наслег                           |
| 4  | Ермолово         | село | →0        | Походский наслег                           |
| 5  | Колымское        | село | ↗765      | Халарчинский чукотский национальный наслег |
| 6  | Крестовая        | село | →0        | Походский наслег                           |
| 7  | Михалкино        | село | →0        | Походский наслег                           |
| 8  | Нижнеколымск     | село | ↘4        | Походский наслег                           |
| 9  | Петушки          | село | →0        | посёлок Черский                            |
| 10 | Походск          | село | ↘197      | Походский наслег                           |
| 11 | Тимкино          | село | →0        | Походский наслег                           |
| 12 | Черский          | пгт  | ↗2641     | посёлок Черский                            |
| 13 | Чукочья          | село | →0        | Походский наслег                           |

## Экономика
Ведущее место в экономике занимают сельское хозяйство (оленеводство, звероводство) и промыслы (пушной и рыбный). Земли сельскохозяйственного назначения составляют 7,7 тыс. га. В улусе имеются совхозы, крестьянские хозяйства, в том числе общинно-родовые. Имеются рыбный завод и предприятия местного значения.

## Достопримечательности
На территории Нижнеколымского района расположен заказник Плейстоценовый парк.

### Дуванный яр
Опорный разрез верхнеплейстоценовых отложений Колымской низменности Дуванный яр находится в крутой излучине на правом берегу Колымы в 35—43 км ниже устья Омолона. У образца Kolyma1 со стоянки Дуванный яр (9769 лет до настоящего времени) определена Y-хромосомная гаплогруппа Q1a1a-F745>M120 и митохондриальная гаплогруппа G1b.

## Погранзона
В соответствии с Приказом ФСБ РФ от 14.04.2006 № 152 «О пределах пограничной зоны на территории Республики Саха(Якутия)» (с изменениями приказом ФСБ РФ от 02.05.2007 г. № 213) на части территории Нижнеколымского района, равно как и в некоторых других районах Якутии, установлена погранзона.
В Нижнеколымский район входят территории сельских поселений Олёринский наслег, Походский наслег, городского поселения поселок Черский. В то же время территория Халарчинского наслега свободна для посещения, хотя попасть в неё минуя аэропорт в посёлке Черский (находящийся в погранзоне) — довольно затруднительно.